# Liste der Biografien/Fry
Liste der Biografien |
Portal Biografien |
Personensuche
# |
A |
B |
C |
D |
E |
F |
G |
H |
I |
J |
K |
L |
M |
N |
O |
P |
Q |
R |
S |
T |
U |
V |
W |
X |
Y |
Z |
?
 
Fa |
Fe |
Ff |
Fh |
Fi |
Fj |
Fk |
Fl |
Fm |
Fn |
Fo |
Fr |
Ft |
Fu |
Fy
 
Fra |
Frc |
Fre |
Frg |
Fri |
Frk |
Frl |
Fro |
Frr |
Fru |
Fry
Die Liste der Biografien führt alle Personen auf, die in der deutschsprachigen Wikipedia einen Artikel haben. Dieses ist eine Teilliste mit 128 Einträgen von Personen, deren Namen mit den Buchstaben „Fry“ beginnt.

## Fry
- Fry, Arthur (* 1931), US-amerikanischer Erfinder und Wissenschaftler
- Fry, Bryan Grieg (* 1970), US-amerikanisch-australischer Biologe
- Fry, Charles Hilary (* 1937), britischer Ornithologe
- Fry, Christopher (1907–2005), britischer Schriftsteller und Dramatiker
- Fry, Cody (* 1990), US-amerikanischer Singer-Songwriter, Komponist und Produzent
- Fry, Dael (* 1997), englischer Fußballspieler
- Fry, Elizabeth (1780–1845), britische Reformerin des Gefängniswesens
- Fry, Franklin Clark (1900–1968), US-amerikanischer lutherischer Theologe
- Fry, Gareth (* 1974), britischer Sound-Designer
- Fry, Hannah (* 1984), britische MathematikerinHannah Fry (* 1984)

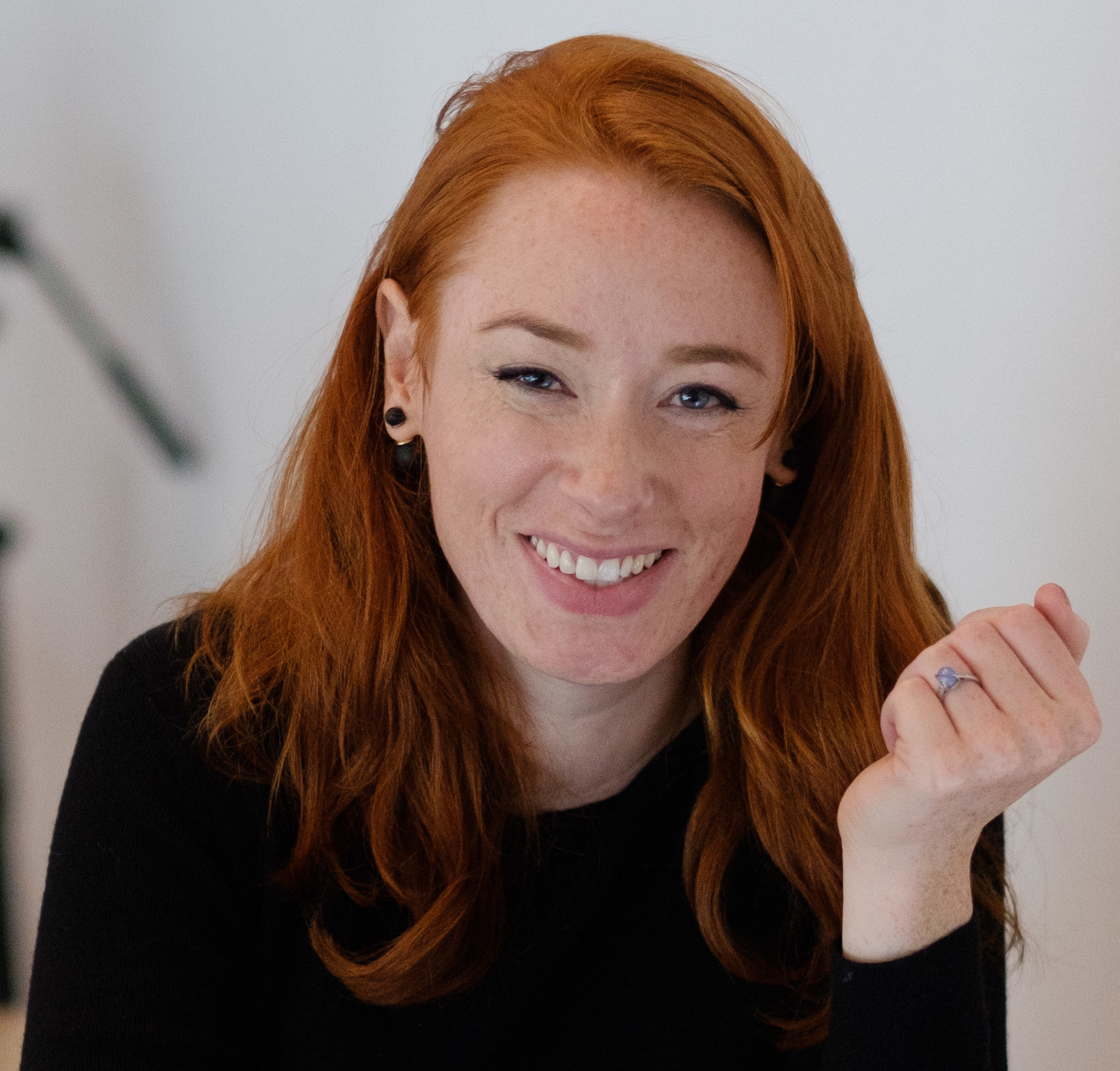
Hannah Fry (* 1984)

- Fry, Harry (1905–1985), kanadischer Ruderer
- Fry, Ian, tovaluisch-australischer Jurist und Menschenrechtsexperte
- Fry, Izzy (* 2000), britische Langstreckenläuferin
- Fry, Jacob (1802–1866), US-amerikanischer Politiker
- Fry, James B. (1827–1894), US-amerikanischer General und Militärorganisator
- Fry, James C. (1897–1982), US-amerikanischer Offizier, Generalmajor der US-Army
- Fry, Jennifer (* 1989), südafrikanische Badmintonspielerin
- Fry, Joan (1906–1985), englische Tennisspielerin
- Fry, Joan Mary (1862–1955), englische Friedensaktivistin, Quäkerin
- Fry, Joe (1915–1950), britischer Rennfahrer
- Fry, Joel (* 1984), britischer Schauspieler und Musiker
- Fry, John Hemming (1852–1946), amerikanischer Maler
- Fry, Jordan (* 1993), US-amerikanischer Schauspieler
- Fry, Joseph (1781–1860), US-amerikanischer Politiker
- Fry, Joshua († 1754), britisch-amerikanischer Geodät, Politiker und Offizier
- Fry, Ken (1920–2007), australischer Politiker (ALP)
- Fry, Leslie (1908–1976), britischer Offizier und Diplomat
- Fry, Lucy (* 1992), australische SchauspielerinLucy Fry (* 1992)

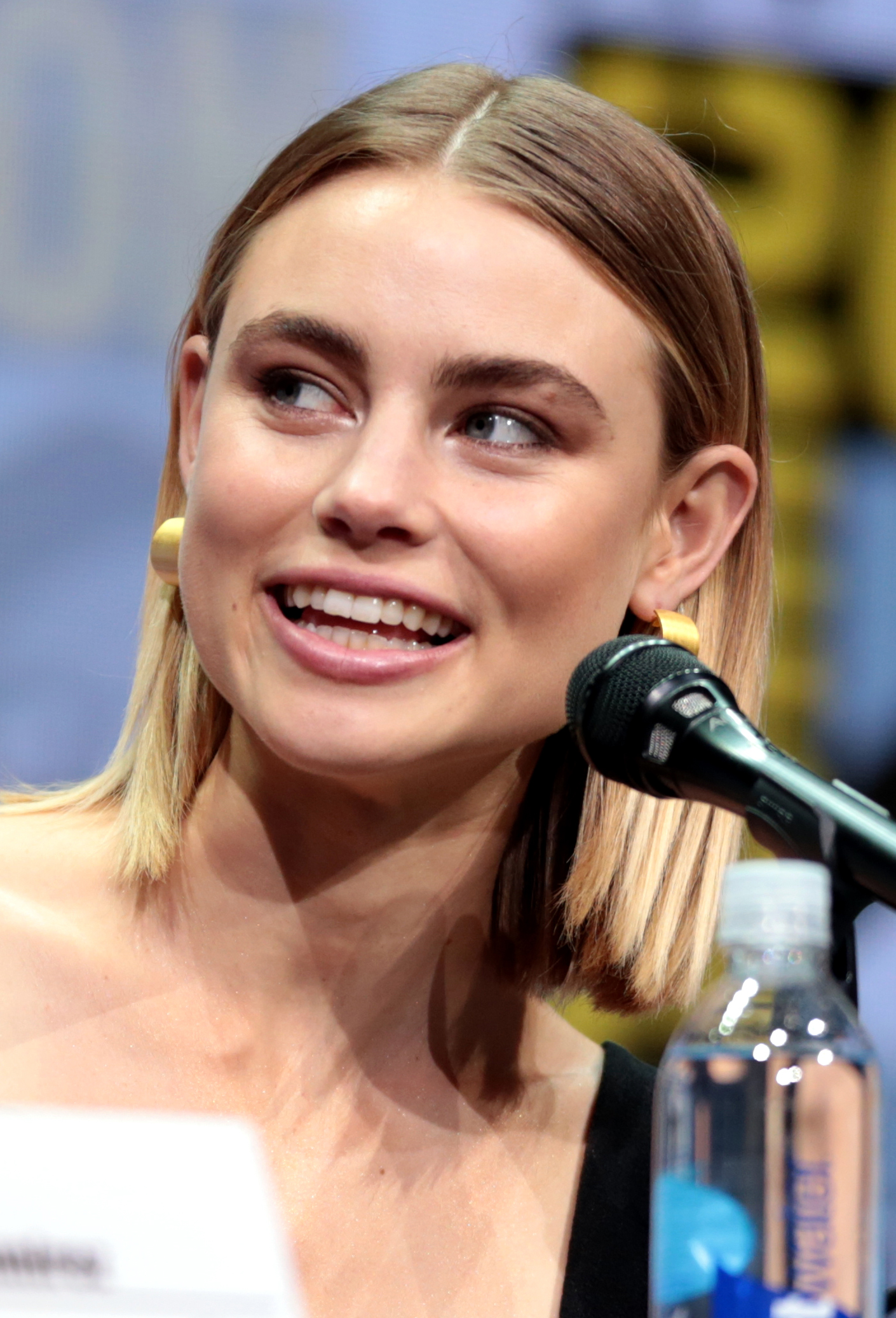
Lucy Fry (* 1992)

- Fry, Lyndsey (* 1992), US-amerikanische Eishockey- und Inlinehockeyspielerin
- Fry, Margery (1874–1958), britische Sozialreformerin
- Fry, Maxwell (1899–1987), britischer Architekt, Autor, Dichter und Maler
- Fry, Nick (* 1956), britischer Motorsportfunktionär
- Fry, Nicole (* 1975), Schweizer Schrittmacherin
- Fry, Norah (1871–1960), britische Aktivistin
- Fry, Pat (* 1964), britischer Ingenieur in der Formel 1
- Fry, Peter (1931–2015), britischer Politiker, Mitglied des House of Commons
- Fry, Roger (1866–1934), britischer Maler und Kunstkritiker
- Fry, Russell (* 1985), US-amerikanischer Politiker
- Fry, Ruth (1878–1962), britische Quäkerin und Friedensaktivistin
- Fry, Ryan (* 1978), kanadischer Curler
- Fry, Samara (* 2002), deutsche Schauspielerin
- Fry, Shirley (1927–2021), US-amerikanische Tennisspielerin
- Fry, Sigmund († 1546), Schweizer Stadtschreiber und Chronist
- Fry, Stephen (* 1957), britisch-österreichischer Schriftsteller, Drehbuchautor, Schauspieler, Regisseur, Journalist, Dichter, Komiker und FernsehmoderatorStephen Fry (* 1957)

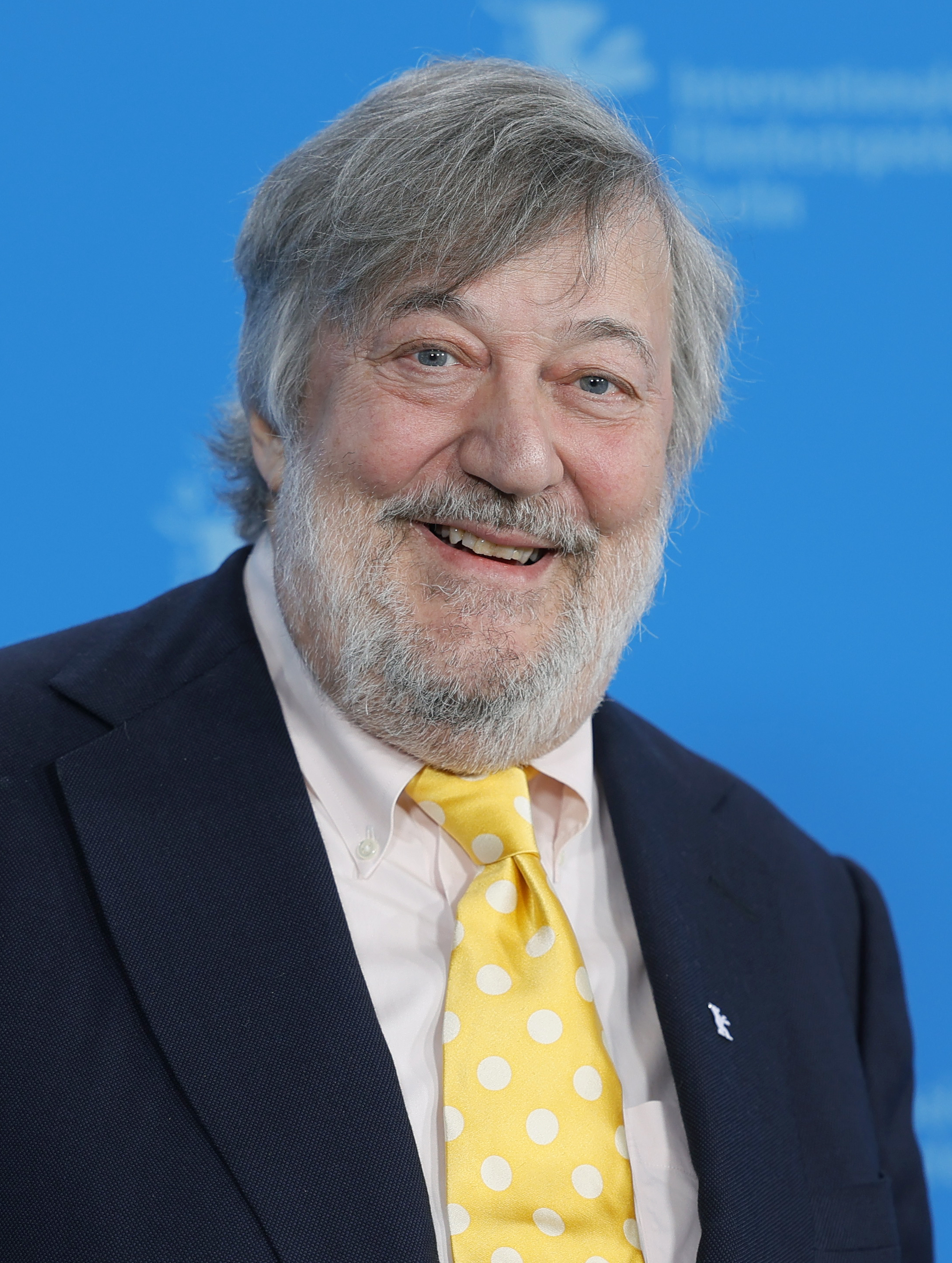
Stephen Fry (* 1957)

- Fry, Varian (1907–1967), US-amerikanischer Journalist und Freiheitskämpfer im Zweiten Weltkrieg in Frankreich
- Fry, William F. (1924–2014), US-amerikanischer Psychiater, Begründer der Gelotologie und Pionier im Fachgebiet Therapeutischer Humor
- Fry, William Henry (1813–1864), US-amerikanischer Komponist und Musikkritiker

### Frya
- Fryar, Londen (* 1986), US-amerikanischer American-Football-Spieler
- Fryatt, Arthur (1905–1968), englischer Fußballspieler
- Fryatt, Matty (* 1986), englischer Fußballspieler

### Fryb
- Fryba, Hans (1899–1986), österreichischer Kontrabassist und Komponist
- Frýba, Ladislav (1929–2019), tschechischer Bauingenieur und Ingenieurwissenschaftler
- Frýba, Mirko (1943–2016), tschechisch-schweizerischer Psychoanalytiker, buddhistischer Mönch
- Fryberg, Stefan (* 1952), Schweizer Historiker und Politiker (FDP)
- Frýbortová, Nicole (* 1993), slowakische Kunstradfahrerin
- Frýbová, Zdena (1934–2010), tschechische Schriftstellerin und Journalistin

### Fryc
- Fryc, Stefan (1894–1943), polnischer Fußballspieler
- Fryčer, Miroslav (1959–2021), tschechischer Eishockeyspieler und -trainer
- Fryco, Jan Bjedrich (1747–1819), niedersorbischer evangelischer Pfarrer
- Frycz, Olga (* 1986), polnische Schauspielerin

### Fryd
- Frýd, Norbert (1913–1976), tschechischer Schriftsteller und Publizist
- Fryda, Afroditi (* 1964), griechische Sängerin
- Frýda, Milan (* 1965), tschechischer Fußballspieler
- Frydag, Bernhard (1879–1916), deutscher Bildhauer
- Frydag, Franz Ico von (1606–1652), deutscher Offizier und Diplomat
- Frydag, Wilhelm (1880–1943), deutscher Architekt
- Frydan, Camilla (1887–1949), österreichische Soubrette, Komponistin und Textdichterin
- Fryday, Robin, US-amerikanische Filmemacherin von Dokumentarfilmen
- Frýdek, Christián (* 1999), tschechischer Fußballspieler
- Frýdek, Martin (* 1969), tschechischer Fußballspieler und -trainer
- Frýdek, Martin (* 1992), tschechischer Fußballspieler
- Frydenberg, Josh (* 1971), australischer Politiker der Liberalen Partei Australiens
- Frydenlund, Knut (1927–1987), norwegischer Diplomat und Politiker (Arbeiderpartiet), Mitglied des Storting
- Frydenlund, Olaf (1862–1947), norwegischer Sportschütze
- Frydetzki, Josephine (* 1984), deutsche Filmregisseurin und Drehbuchautorin
- Frydman, Dsmitryj (* 1981), belarussischer Sommerbiathlet in der Teildisziplin Crosslauf
- Frydman, Feliks (1897–1943), polnischer Maler
- Frydman, Maurice (1901–1976), indischer Unabhängigkeitskämpfer
- Frydman, Paulino (1905–1982), argentinischer Schachmeister polnischer Herkunft
- Frydmann, Marcell (1847–1906), österreichischer Jurist und Journalist
- Frydrych, Petr (* 1988), tschechischer Speerwerfer
- Frydrychowicz, Franciszek (1820–1908), polnischer Aktivist und Abgeordneter in Tuchel
- Frydrychowicz, Romuald (1850–1932), polnischer katholischer Priester und Regionalhistoriker in Westpreußen
- Frydrychowicz, Zenon (1851–1929), polnischer Jurist und Gerichtspräsident in Bydgoszcz
- Frydtberg, Wera (1926–2008), deutsche Bühnen- und Filmschauspielerin

### Frye
- Frye, Annika (* 1985), deutsche Designerin und Designwissenschaftlerin
- Frye, Channing (* 1983), US-amerikanischer Basketballspieler
- Frye, Christopher B. (* 1956), US-amerikanischer Komponist und Musikpädagoge
- Frye, Don (1903–1981), US-amerikanischer Jazzpianist und Sänger
- Frye, Don (* 1965), US-amerikanischer Mixed-Martial-Arts-Kämpfer und Wrestler
- Frye, Dwight (1899–1943), US-amerikanischer Schauspieler
- Frye, E. Max (* 1956), US-amerikanischer Drehbuchautor und Filmregisseur
- Frye, Johann Georg Christian († 1824), deutscher Landschaftsmaler
- Frye, Kelly (* 1984), US-amerikanische Schauspielerin irisch-australischer AbstammungKelly Frye (* 1984)

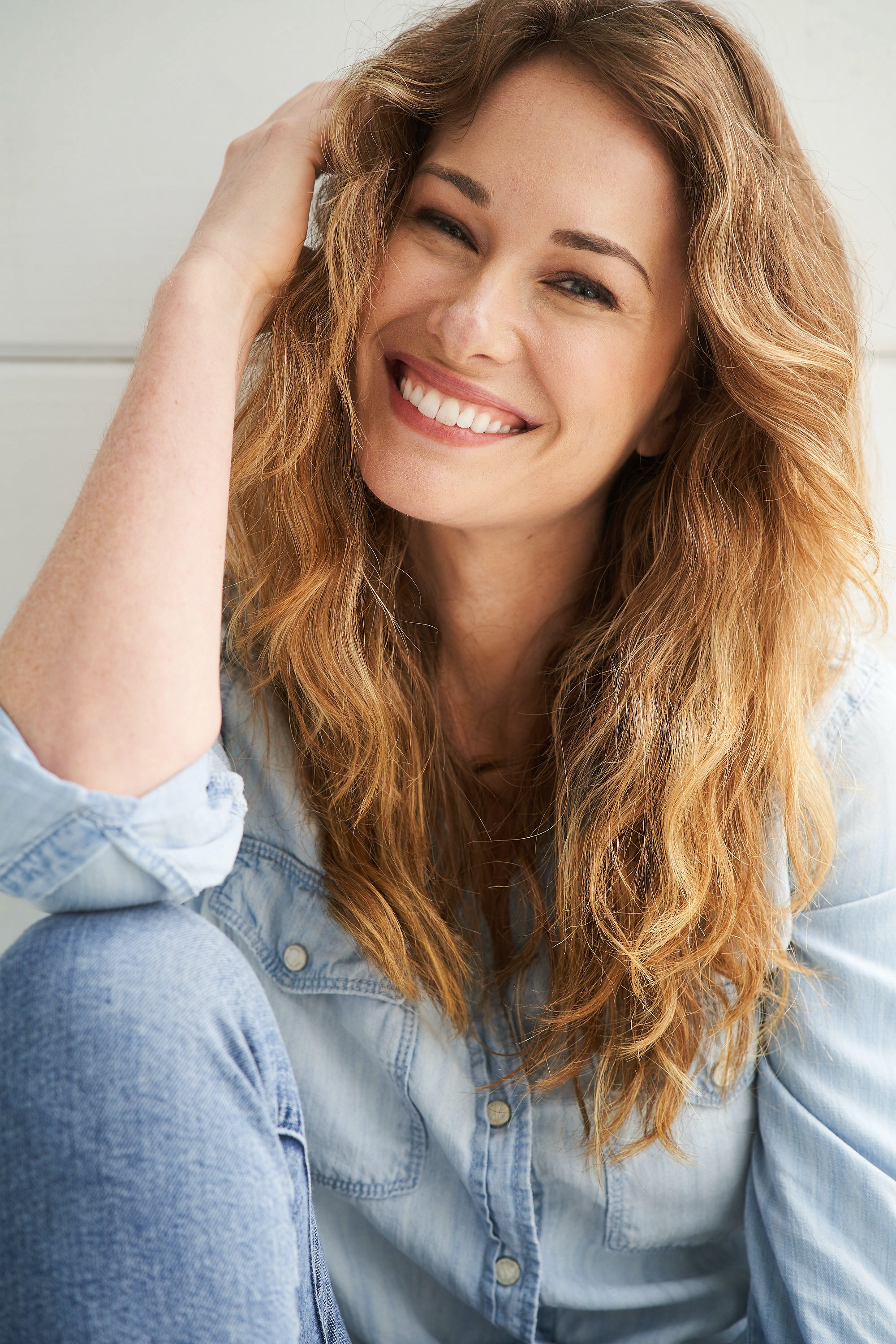
Kelly Frye (* 1984)

- Frye, Northrop (1912–1991), kanadischer Literaturkritiker
- Frye, Richard Nelson (1920–2014), US-amerikanischer Orientalist und Historiker
- Frye, Soleil Moon (* 1976), US-amerikanische Schauspielerin und RegisseurinSoleil Moon Frye (* 1976)

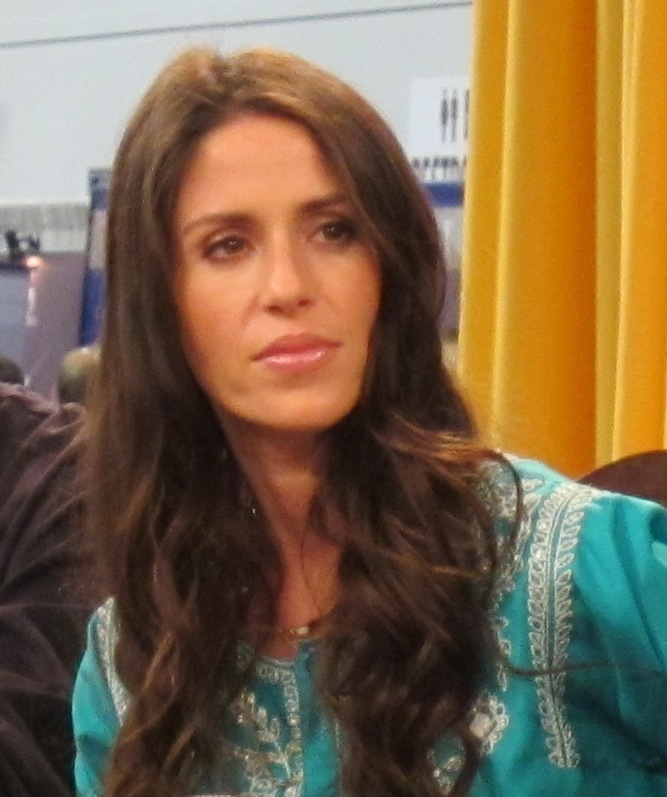
Soleil Moon Frye (* 1976)

- Frye, Sven (* 1976), deutscher Politiker (SPD), Bundesvorsitzender der Sozialistischen Jugend Deutschlands – Die Falken
- Frye, Thomas (1666–1748), britischer Politiker und Jurist
- Frye, Urban (* 1962), Schweizer Politiker (Grüne)
- Frye, Walter, britischer Komponist der frühen Renaissance
- Frye, Wayne (1930–2014), US-amerikanischer Ruderer und Militärpilot
- Frye, William P. (1830–1911), US-amerikanischer Politiker (Republikanische Partei)
- Fryer, George Herbert (1877–1957), britischer Pianist, Komponist und Musikpädagoge
- Fryer, John (1753–1817), britischer Seeoffizier
- Fryer, John (* 1958), englischer Musikproduzent und Toningenieur
- Fryer, John E. (1938–2003), US-amerikanischer Psychologe und LGBT-Aktivist
- Fryer, Peter (1928–1999), britischer Sprinter
- Fryer, Roland (* 1977), US-amerikanischer Ökonom und Hochschullehrer
- Fryers, Ezekiel (* 1992), englischer Fußballspieler

### Fryg
- Fryger, Clevi, Verfasser eines Auszuges der Königsfelder Chronik

### Fryk
- Frykberg, Nils (1888–1966), schwedischer Mittel- und Langstreckenläufer
- Fryklöf, Harald (1882–1919), schwedischer Organist, Musikpädagoge und Komponist
- Fryklund, Magnus (* 1990), schwedischer Pianist und Dirigent
- Frykman, Götrik (1891–1944), schwedischer Fußballspieler
- Frykowski, Wojciech (1936–1969), polnischer Schauspieler und Schriftsteller; Opfer eines Anschlags der Manson Family
- Fryksdahl, Karl (1885–1945), schwedischer Dreispringer

### Fryl
- Fryland, Alphons (1888–1953), österreichischer Schauspieler

### Frym
- Fryman, Pamela (* 1959), US-amerikanische Regisseurin und Filmschaffende
- Frymark, Heinz (* 1932), deutscher Fußballspieler
- Frymuth, Peter (* 1956), deutscher FußballfunktionärPeter Frymuth (* 1956)

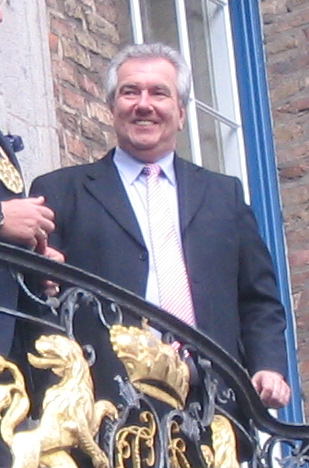
Peter Frymuth (* 1956)

### Fryn
- Fryns, Jean (1910–1965), belgischer Ordensgeistlicher, römisch-katholischer Bischof von Kindu

### Frys
- Fryš, Jiří (* 1950), tschechischer Fußballtrainer
- Frysztorf, Gabryś († 1943), Widerstandskämpfer des Allgemeinen Jüdischen Arbeiterbunds („Bund“) im Warschauer Ghetto

### Fryt
- Frytom, Joanna van, niederländische Malerin

### Fryx
- Fryxell, Anders (1795–1881), schwedischer Historiker
- Fryxell, Greta (1926–2017), amerikanische Mikrobiologin und Meeresbiologin
- Fryxell, Roald H. (1934–1974), US-amerikanischer Geologe und Archäologe